# Edoobox
Das Online-Buchungssystem edoobox ist ein Produkt und Marke der Etzensperger Informatik AG im Kanton Bern. Die erste Version wurde im Jahr 2008 online gestellt und seither laufend weiterentwickelt.
edoobox ist ein Online-Buchungssystem für Kurse, Seminare und Veranstaltungen mit einem geführten Prozess von der Ausschreibung über die Buchung/Anmeldung bis zur Bezahlung des Angebotes. Anbieter verfügen mit edoobox einerseits über eine Plattform, um Veranstaltungen im Internet anzubieten, und andererseits kann die vollumfängliche Angebotsverwaltung, wie die Teilnehmerverwaltung, die Organisation der Referenten und Lokalität usw. über dieses Tool abgewickelt werden.
Phonetische Aussprache von edoobox: ɛdʊboːx
Das Buchungssystem kann über ein iFrame, REST API oder über ein bestehendes Wordpress-Plugin in jedes CMS integriert werden.

## Auszeichnungen
- 2018: Preis-/Leistungssieger vergleich.org in der Kategorie Buchungssystem[7]
- 2018: Best of 2018 initiative mittelstand in der Kategorie E-Business[8]

## Standorte
- Bettenhausen, Bern (Hauptsitz)[9]
- Winterthur, Zürich[10]